# Енергія зла
«Енергія зла» (Momentum) — американсько-німецький телевізійний фільм, прем'єра відбулася на «SyFy» у липні 2003 року. Режисер фільму — Джеймс Сіл.

## Про фільм
Троє чоловіків, які володіють телекінетичними здібностями, атакують броньований автомобіль. ФБР, яке розслідує цю справу, скептично ставиться до показів свідків.
Агент Джордан Ріппс і партнер Френк Макінтайр в це не вірять. Але агент у відставці Реймонд Аддісон із ними не погоджується. Він роками полює на головного у цій трійці і має намір використати навички професора Закері Шеффорда, також телекінетика, щоб зловити злочинця.

## Знімались
| Актор                 | Роль         |
| --------------------- | ------------ |
| Луїс Госсетт-молодший | Реймонд      |
| Тері Гетчер           | Джордан      |
| Грейсон Маккоуч       | Закері       |
| Майкл Массі           | Едріен       |
| Нікі Ейкокс           | Трістен      |
| Кармен Аргенціано     | Френк        |
| Морокко Омарі         | Лінкольн     |
| Зан Маккларнон        | Хавк         |
| Деніел Де Кім         | Фрірс        |
| Алексондра Лі         | Брук         |
| Зак Галліган          | Гаммонд      |
| Бред Грінквіст        | Мартін       |
| Шон Блейкмор          | поліцейський |